# آرو باغداساریان
آرو گریگوری باغداساریان (ارمنی: Արև Գրիգորի Բաղդասարյան؛ آوریل ۱۹۱۸ – ۱۷ فوریه ۱۹۹۴) یک هنرمند و خواننده اهل ارمنستان بود.

## زندگی‌نامه
آرو باغداساریان در ۲ آوریل [سبک قدیمی: ۱۶ آوریل] ۱۹۱۸ در شوشی متولد شد. او از دانشگاه دولتی اقتصاد آذربایجان فارغ‌التحصیل شد و در سال ۱۹۳۶ اولین بار در المپیاد رقص راستوف برنده شد. آرو به جمهوری شوروی سوسیالیستی ارمنستان رفت و در ۱۹۴۱ به سولیست فیلارمونیک دولتی ارمنستان رسید. وی عنوان افتخاری هنرمند مردمی ارمنستان شوروی را در سال ۱۹۶۱ دریافت نمود. همچنین برندهٔ جوایزی همچون جایزه هو شی مین و مدال دفاع از قفقاز شده است. وی در ۱۷ فوریهٔ ۱۹۹۴ در ۷۵ سالگی در ایروان درگذشت و در آرامستان مرکزی ایروان (توخماخ) به خاک سپرده شد.

## جوایز
- هنرمند ارجمند اتحاد جماهیر شوروی ارمنستان (۱۹۵۵)
- نشان نشان افتخار (۱۹۵۶)
- نشان هو شی مین (۱۹۵۷)
- هنرمند خلق اتحاد جماهیر شوروی ارمنستان (۱۹۶۱)
- مدال جوبیلی «در بزرگداشت صدمین سالگرد تولد ولادیمیر ایلیچ لنین» (۱۹۷۰)
- مدال «جانباز کار» (۱۹۸۳)

## نگارخانه

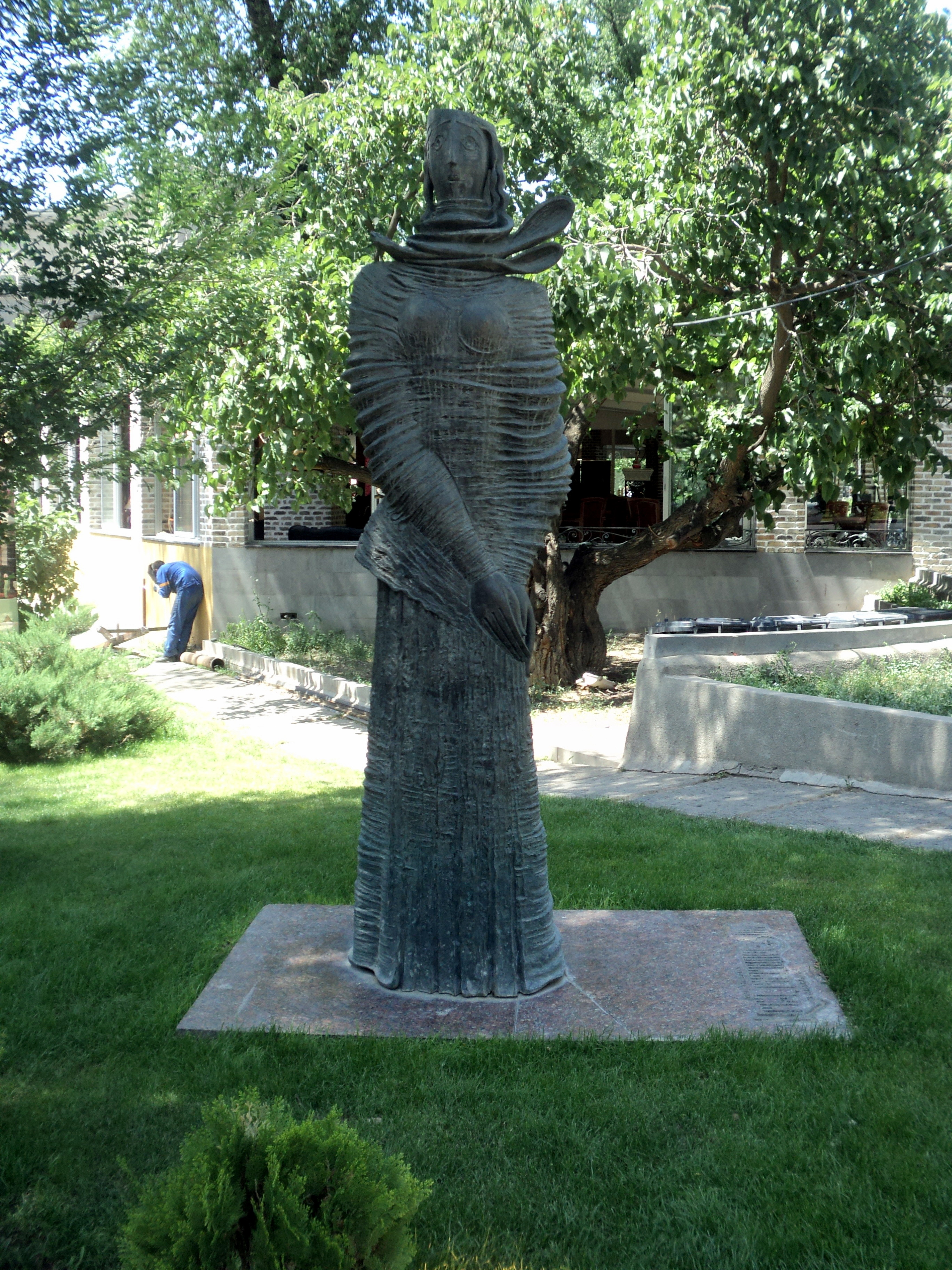
بنای یادبود "زنی از قره‌باغ" بر اساس تصویر آرو باغداساریان ساخته شده است

## یادداشت
1. ↑  Բաքվի պարարվեստի ուսումնարան